# Robert Lindneux
Robert Ottokar Lindneux  (* 11. Dezember 1871 in New York City; † 24. November 1970 in Denver) war ein US-amerikanischer Porträt- und Genremaler.

## Leben
Lindneux’ Familienname ist französischen Ursprungs. Die Familie seines Vaters, seines Zeichens Seidenhändler, migrierte in dessen Kindheit aus Frankreich in die Schweiz und auch seine Mutter war gebürtige Französin. Nachdem seine Eltern in den 1860er Jahren in die Vereinigten Staaten übergesiedelt waren, kam Lindneux in New York City zur Welt. Beide Elternteile verstarben früh; die Erziehung übernahm seine Tante, die ihn dreisprachig (Englisch, Französisch und Deutsch) aufzog. Schon in der Kindheit entdeckte diese sein künstlerisches Talent, besorgte ihm einen Mallehrer und ermöglichte ihm die Ausbildung in Europa.

### Ausbildung und Jahre in Europa
Im Alter von 16 Jahren ging Lindneux zunächst nach Düsseldorf, wo er eine Weile Privatschüler von Benjamin Vautier war. Zu dieser Zeit reiste er 1889 nach Paris, um dort die Völkerschau Buffalo Bills zu sehen, der mit einem Tross an Indianern, Cowboys und Tieren durch ganz Europa tourte. Hier wurde Lindneux’ Interesse am Leben zur Zeit des Wilden Westens geweckt wurde. Von 1890 bis 1892 studierte er an der École nationale supérieure des beaux-arts de Paris und 1884 ein Semester lang bei Franz Stuck an der Akademie der Bildenden Künste München. Im Anschluss arbeitete er für verschiedene Künstlern in mehreren europäischen Städten, bevor er nach einjährigem Aufenthalt in London im Jahr 1898 in Vereinigten Staaten zurückkehrte, um am Spanisch-Amerikanischen Krieg teilzunehmen, der bei seiner Ankunft in New York aber bereits beendet war.

### Jahre in den Vereinigten Staaten
In Boston finanzierte Lindneux seinen Lebensunterhalt durch Porträtmalerei und ging 1899 kurzfristig nach Denver in der Hoffnung, dort das erleben zu können, was er auf der Völkerschau in Paris gesehen hatte. Unerfüllter Hoffnung zog er weiter nach Billings, Montana. Seitdem immer wieder als Trapper, Pferdewirt und Cowboy tätig, lernte er das Leben kennen, das seine Motive prägen sollte. Zu dieser Zeit lernte er auch Charles M. Russell kennen, der ihm anriet, zurück nach New York zu gehen, um seine Bilder besser verkaufen zu können. Diesen Rat beherzigte Lindneux und ging nach Brooklyn. Allerdings blieb der erwartete Verkaufserfolg aus, weshalb er sich mit Werbemalerei durchschlagen musste. Beim Besuch der Pawnee Bill’s Great Far East Show im Jahr 1908 lernte er den Wild-West-Showstar, der im realen Leben den Namen Gordon William Lillie (1860–1942) trug, persönlich kennen. Dieser machte Lindneux auch mit dessen Idol Buffalo Bill bekannt, den er noch am Folgetag im Original porträtieren durfte. Bereits 1889 nach dem Besuch der Völkerschau in Paris hatte Lindneux Buffalo Bill auf einem Pferd gemalt, wobei ihm ein Bild von Rosa Bonheur als Vorlage diente. 1915 ging wieder nach Billings zurück. Ein Jahr darauf heiratete die bereits in New York kennengelernte Gertrude Anna Helen, geborene Tenzer (1891–1971). 1917 zogen beide nach Wyoming. 1918 ließen sie sich dauerhaft in Denver nieder, wo Lindneux sich voll und ganz seiner künstlerischen Tätigkeit widmen konnte.
Aus der Ehe mit Gertrude ging die gemeinsame Tochter Marcella Roberta, verheiratete Millard (1921–1982), hervor.

### Westernmalerei
In seinen Werken konzentrierte er sich auf historische Figuren, insbesondere auf nordamerikanische Ureinwohner und Tiere, aber auch auf Landschaften und historische Ereignisse wie Schlachten oder beispielsweise das Sand-Creek-Massaker.
Sein bekanntestes Werk ist ein lebensgroßes Gemälde mit Buffalo Bill auf dessen Lieblingspferd „Isham“. Es ist  zu sehen im Buffalo Bill Museum am Lookout Mountain westlich von Denver, dort wo sich auch Buffalo Bills Grabstätte befindet. Ebenso sehr bekannt ist „The Trail of Tears“ (1942), das die Vertreibung der Cherokee aus dem fruchtbaren südöstlichen Waldland der Vereinigten Staaten in das eher karge Indianer-Territorium im heutigen Bundesstaat Oklahoma („Pfad der Tränen“) dokumentiert. Es befindet sich heute im Besitz des Woolaroc Museums in Bartlesville, das von Frank Phillips (1873–1950), dem Mitgründer der Phillips Petroleum Company gegründet wurde.
Weitere Werke befinden sich im Besitz des Colorado History Museums in Denver, das von der Colorado Historical Society (CHS) verwaltet wird, im Gilcrease Museum in Tulsa, im Whitney Museum of American Art in Manhattan und im National Museum of Wildlife Art, Jackson Hole.

### Mitgliedschaften
Lindneux war Mitglied der Royal Society of British Artists. Zudem ist die Ehrenmitgliedschaft im Cowboy Club München bekannt.